# Зарубаев, Николай Платонович
Никола́й Плато́нович Заруба́ев (1843—1912) — русский военачальник, генерал-адъютант (25.12.1905), генерал от инфантерии (11.01.1906), один из выдающихся деятелей русско-японской войны 1904-1905 годов. Младший брат участника Севастопольской обороны генерал-лейтенанта В.П.Зарубаева.

## Биография

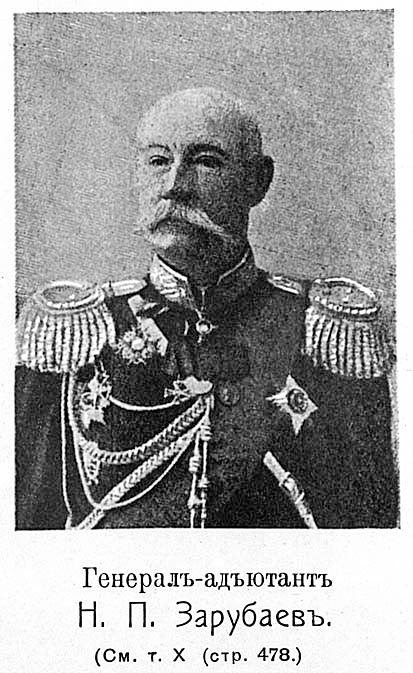
Портрет к статье «Зарубаев, Николай Платонович». Военная энциклопедия Сытина (Санкт-Петербург, 1911-1915)

Родился в 1843 году, воспитывался в Михайловском Воронежском кадетском корпусе и во 2-м военном Константиновском училище, из которого выпущен подпоручиком 13 мая 1862; 12 июня 1863 был произведён в поручики в Лейб-гвардии Гренадерский полк. Окончив в 1870 году Николаевскую академию Генерального штаба по 2-му разряду, Зарубаев долгое время служил на должностях генерального штаба в штабах Западного и Восточного Сибирских военных округов; произведённый 30 августа 1875 в полковники, он был с 12 марта 1877 и.д. начальника штаба войск Акмолинской области, с 21 июля 1879 — начальником штаба 7-й кавалерийской дивизии, а с 28 февраля 1885 по 4 сентября 1890 командовал 133-м пехотным Симферопольским полком.
4 сентября 1890 Зарубаев был произведён в генерал-майоры и назначен командиром 2-й бригады 13-й пехотной дивизии, с 25 ноября 1891 — начальником штаба 6-го армейского корпуса, с 25 февраля 1898 — начальником штаба Омского военного округа, 6 декабря 1899 произведён в генерал-лейтенанты, а с 28 февраля 1900 по 24 декабря 1903 командовал 9-й пехотной дивизией, после чего, 24 декабря 1903 был назначен помощником командующего войсками Сибирского военного округа.

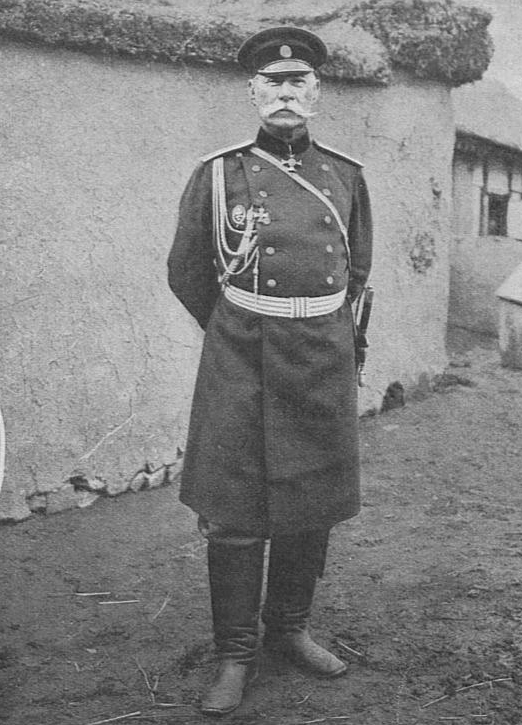
Н. П. Зарубаев в годы русско-японской войны

На этой должности Зарубаева застала мобилизация 1904 г., и он 9 февраля 1904 был назначен командиром 4-го Сибирского корпуса, составленного из 2-й и 3-й Сибирских резервных бригад, развёрнутых в дивизии. По прибытии корпуса в мае 1904 г. на театр военных действий с Японией он получил назначение наблюдать побережье от Лаохе до Сеньючена и охранять пути от Сюяня к Хайчену и Гайджоу к коммуникации 1-го Сибирского корпуса.
После неудачи у Вафангоу 1-й и 4-й Сибирские корпуса были оттянуты к Дашичао и, по отъезде генерала Куропаткина с южного фронта на восточный, поступили в подчинение Зарубаева. 10—11 июля армия Оку атаковала наш Южный отряд, но была отбита на всех пунктах. Этот успех не был, однако, использован и превращён в победу, так как в 11 часов 11 июля Зарубаев получил от командующего армией приказание отступить к Хайчену. (Приказ командующего Армией А. Н. Куропаткина гласил: «…Если отступление необходимо, то оно должно быть произведено без боя» (источник А. В. Шишов «Неизвестные страницы Русско-японской войны» — М.: Вече. — С.231).
В Ляоянском сражении Зарубаев руководил обороной укреплённого района и также с успехом отбил все атаки японцев на форты и редуты, удержав позиции до приказания командующего армией отойти за Тайцзыхэ. Но эта заслуга Зарубаева была умалена его просьбой о подкреплении в тот момент, когда генерал Куропаткин получил донесение о катастрофе под Янтаем, что оказало косвенное влияние на очищение Ляояна.
В сражении на Шахе 4-й Сибирский корпус Зарубаева находился первоначально в резерве армии, но, двигаясь за центром, он после неудачных действий генерала May, бывшего впереди, неожиданно оказался в 1-й линии и вынес на своих плечах ряд упорных боёв у Хаматана.
Под Мукденом 4-й Сибирский корпус 10 дней (с 12 по 22 февраля) упорно оборонял свои позиции. 23 февраля Зарубаев становится во главе сводного корпуса, сформированного из частей 4-го и 1-го армейского корпуса; одна часть этого корпуса 23 февраля выдерживает бой у Цуэртуня, другая выделяется в отряд генерала Мылова; 25 февраля формирование сводного корпуса отменено, и войска Зарубаева подчиняются командующему 2-й армией. Сам же Зарубаев с момента увольнения генерала Куропаткина с поста главнокомандующего и до его назначения командующим 1-й Маньчжурской армией временно командовал этой последней. Со вступлением генерала Линевича на пост главнокомандующего Зарубаев немедленно вступил во временное командование 1-й армией, которой и командовал до назначения на этот пост генерала Куропаткина.
За свои боевые заслуги в эту войну Зарубаев получил звание генерал-адъютанта, чин генерала от инфантерии со старшинством с 17 августа 1904 г. (Ляоян), награждён золотым оружием с надписью «За храбрость» и 1 ноября 1905 г. орденом Святого Георгия 4-й степени
Руководил боем у Дашичао 10-го и 11-го июля, где проявил личное мужество, спокойствие и распорядительность, и удержал позицию за собою. 18 августа генералу Зарубаеву была поручена оборона главной позиции под Ляояном. Упорство, искусство и храбрость, проявленные вторым, третьим и четвёртым корпусами в дни наиболее тяжёлых боёв под Ляояном 19-го, 20-го и 21-го августа, в значительной степени зависели от личного мужества, распорядительности и неутомимости генерала Зарубаева
За время кампании Зарубаев выделился из ряда других высших генералов армии тем, что, не вмешиваясь в дело младшего, предоставлял инициативу подчинённым, хотя сам и не оказался способным её проявить (Дашичао, Ляоян); приказания его были немногочисленны, но определённы. Спокойно относясь к событиям, он не нервничал и не сбивал с толку подчинённых, не «дёргал» части, что придавало устойчивый, спокойный темп работе его штаба и войск его корпуса. Благодаря этим качествам Зарубаев приобрёл большую популярность в армии.

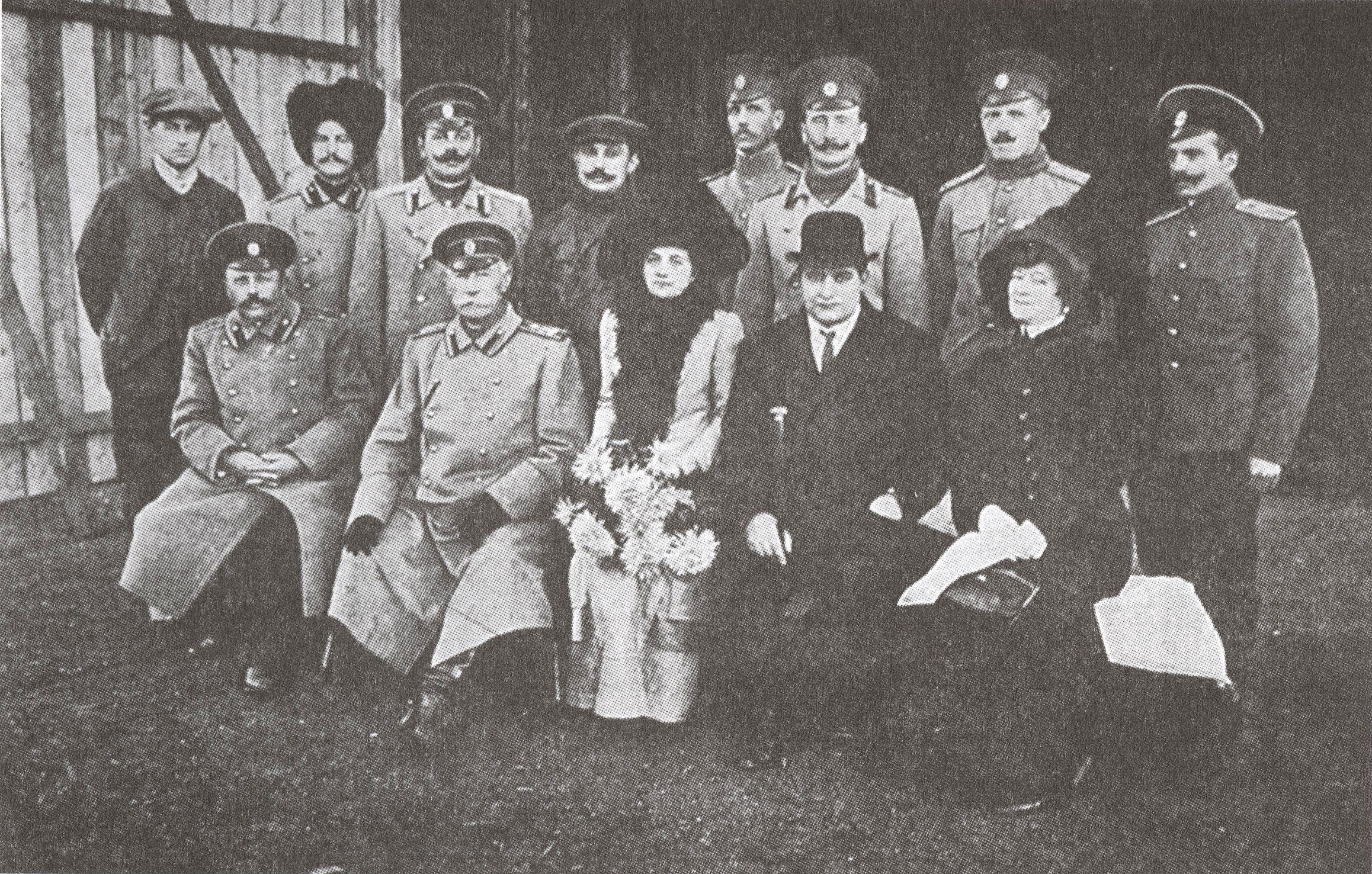
Н. П. Зарубаев (сидит второй слева), А. А. Анатра (сидит второй справа) и В. М. Ткачёв (стоит второй слева) среди пилотов, руководства и гостей Одесской авиационной школы, 1911

По окончании войны части 4-го Сибирского корпуса были расформированы, заслужив под начальством Зарубаева много боевых отличий, и сам Зарубаев 26 октября 1905 был назначен помощником Е. И. В. Главнокомандующего войсками Гвардии и Санкт-Петербургского военного округа, а 31 декабря, кроме того, и постоянным членом Совета государственной обороны.
С 6 августа 1906 по 24 декабря 1909 он занимал пост генерал-инспектора пехоты и председательствовал в комиссии, которой было поручено после войны выработать ряд мер по улучшению личного состава корпуса офицеров. Комиссия эта, приобретшая известность под именем «Комиссии генерала Зарубаева», констатировала лишь недочёты, высказала много пожеланий, но реальной пользы не принесла, так как её предначертания не получили осуществления.
24 декабря 1909 Зарубаев был назначен командующим войсками Одесского военного округа. Умер в Кисловодске 10 июня 1912 года. Похоронен на Втором Христианском кладбище в Одессе.
Зарубаев числился в списках 12-го Сибирского Барнаульского полка (впоследствии 44-й Сибирский стрелковый полк), как наиболее отличившегося из частей его корпуса.

## Награды
- Орден Святого Станислава 3-й степени (1872)
- Орден Святого Станислава 2-й степени (1878)
- Орден Святой Анны 2-й степени (1882)
- Орден Святого Владимира 4-й степени (1883)
- Орден Святого Владимира 3-й степени (1887)
- Орден Святого Станислава 1-й степени (1894)
- Орден Святой Анны 1-й степени (1898)
- Орден Святого Владимира 2-й степени (1902)
- Орден Белого орла с мечами (14 июня 1905)
- Орден Святого Георгия 4-й степени (1 ноября 1905)
- Золотое оружие с надписью "За храбрость" (1906)
- Орден Святого Александра Невского (6 декабря 1909)

#### Семья
Сын — Владимир Николаевич Зарубаев (26 апреля 1880, Елисаветград— 23 сентября 1972, Ленинград), военный деятель, педагог, библиограф (заведующий сектором  Военного отделения Государственной публичной библиотеки имени М. Е. Салтыкова-Щедрина), полковник Российской императорской армии (1917) и  Советской армии (1941), комбриг РККА (1936). Участник Русско-японской, Первой мировой, Гражданской и Великой Отечественной войн. Полиглот: владел пятью иностранными языками: латынь, английский, французский, немецкий, шведский.
Племянник — Сергей Валерианович Зарубаев (1877—1921) — контр-адмирал.